# Усусеу (комуна)
Усусеу (рум. Ususău) — комуна у повіті Арад в Румунії. До складу комуни входять такі села (дані про населення за 2002 рік):
- Брузнік (175 осіб)
- Доргош (237 осіб)
- Зебалц (305 осіб)
- Петирш (81 особа)
- Усусеу (590 осіб) — адміністративний центр комуни

Комуна розташована на відстані 381 км на північний захід від Бухареста, 39 км на схід від Арада, 56 км на північний схід від Тімішоари.

## Населення
За даними перепису населення 2002 року у комуні проживали 1388 осіб.
Національний склад населення комуни:
| Національність | Кількість осіб | Відсоток |
| -------------- | -------------- | -------- |
| румуни         | 1352           | 97,4%    |
| цигани         | 14             | 1,0%     |
| українці       | 13             | 0,9%     |
| угорці         | 6              | 0,4%     |
| німці          | 2              | 0,1%     |
| поляки         | 1              | 0,1%     |

Рідною мовою назвали:
| Мова       | Кількість осіб | Відсоток |
| ---------- | -------------- | -------- |
| румунська  | 1363           | 98,2%    |
| українська | 12             | 0,9%     |
| циганська  | 9              | 0,6%     |
| угорська   | 3              | 0,2%     |
| німецька   | 1              | 0,1%     |

Склад населення комуни за віросповіданням:
| Релігія        | Кількість осіб | Відсоток |
| -------------- | -------------- | -------- |
| православні    | 1003           | 72,3%    |
| п'ятдесятники  | 333            | 24,0%    |
| адвентисти     | 24             | 1,7%     |
| старообрядці   | 11             | 0,8%     |
| римо-католики  | 5              | 0,4%     |
| не релігійні   | 4              | 0,3%     |
| реформати      | 3              | 0,2%     |
| лютерани       | 3              | 0,2%     |
| греко-католики | 1              | 0,1%     |
| баптисти       | 1              | 0,1%     |